# فرودگاه رد ارث کریک
فرودگاه رد ارث کریک (به انگلیسی: Red Earth Creek Airport) یک فرودگاه همگانی است که یک باند فرود آسفالت دارد و طول باند آن ۱۰۸۰ متر است. این فرودگاه در کشور کانادا قرار دارد و در ارتفاع ۵۴۵ متری از سطح دریا واقع شده است.